# Davilex Games
Davilex Games – były producent gier komputerowych z siedzibą w Houten w Holandii. 
Został założony w 1997 roku jako część Davilex International.  Producent znany jest ze swojej serii gier Racer. Gry London Racer i London Racer II sprzedały się w ponad 600 000 egzemplarzach w Wielkiej Brytanii. W lutym 1999 roku komputerowa wersja Autobahn Raser otrzymała „złotą nagrodę” od Verband der Unterhaltungssoftware Deutschland (VUD). Wersja ta sprzedała się w około 100 000 sztukach w Niemczech, Austrii i Szwajcarii. Davilex zamknął serie gier w 2005 roku, gdyż nie były one wystarczająco dochodowe.

## Gry

### Davilex Racer serie
- Autobahn Raser - seria
- A2 Racer - seria
- Europe Racer
- USA Racer
- Holiday Racer
- London Racer - seria
- Grachten Racer

### Inne gry
- AmsterDoom
- Knight Rider: The Game
- Knight Rider: The Game 2
- Casino Tycoon
- SAS Anti-terror Force
- GIGN Anti-terror Force
- Red Baron
- Miami Vice
- Police Chase
- Amsterdam Taxi Madness
- 112 Reddingshelikopter (112 Rescue helicopter)
- RedCat - seria
- Beach King Stunt Racer
- K 2000: The Game
- Inspecteur Banaan en de ontvoering van Mabella